# SC Americano (RJ)
Az Sport Club Americano, röviden Americano (RJ) vagy SCA (RJ) egy megszűnt brazil labdarúgócsapat Rio de Janeiro városából, melyet 1911-ben hoztak létre.

## Története
A csapatot 1911. november 3-án hozta létre Alberto Leite Imbuzeiro, Cândido Teixeira, Eduardo Pereira de Mello, Henrique de Paula Camargo, João Moreira Rega, João Pereira, João Baptista Rello, Jorge Vasconcellos, Marcello Carvalho Sampaio, Pedro Barroso Magno és Raul do Couto Raymundo Moreira Rega. Első mérkőzésükön, 1911. november 12-én a Petropolitano ellen gólnélküli döntetlen született. Az 1912-es Carioca bajnokság küzdelmeit 8 győzelemmel, 1 döntetlennel és 1 vereséggel fejezték be, ami a második helyre lett elegendő. A következő 1913-as esztendőben viszont mind a 9 mérkőzésüket elveszítették.
1913. szeptember 28-án a csapat vezetőségének több tagja, a borzasztó szereplésnek köszönhetően a városi Lusitania egyesületéhez távozott és a Városi bajnokság felfüggesztette szereplési jogait. 1914. április 30-án a csapat teljesen beleolvadt a helyi Americano FC együttesébe.

## Sikerlista

### Állami
- 1-szeres Série B ezüstérmes: 1912

## Játékoskeret
1912-1913
| # |     | Poszt | Név                       |
| - | --- | ----- | ------------------------- |
|   | BRA | K     | Benedicto Magalhaes       |
|   | BRA | K     | João Campos               |
|   | BRA | K     | Mallô                     |
|   | BRA | V     | Joaquim de Freitas Flores |
|   | BRA | V     | Raul do Couto             |
|   | BRA | V     | Salvador Montana          |
|   | BRA | V     | Raul do Couto             |
|   | BRA | V     | Arlindo Monteiro          |
|   | BRA | V     | Isidro J. Paulo           |
|   | BRA | V     | João de Maria             |
|   | BRA | V     | Bahia                     |
|   | BRA | V     | João Baptista Rello       |
|   | BRA | KP    | Arlindo Monteiro          |
|   | BRA | KP    | João de Maria             |
|   | BRA | KP    | Luiz Prior                |
|   | BRA | KP    | Seraphim Barbosa Ribeiro  |
|   | BRA | KP    | Carlos Manhaes            |
|   | BRA | KP    | Ernesto Nunes             |
|   | BRA | KP    | João Pereira              |

| # |     | Poszt | Név                       |
| - | --- | ----- | ------------------------- |
|   | BRA | KP    | Paulo Prates              |
|   | BRA | KP    | Bebeto                    |
|   | BRA | KP    | João Moreira Rega         |
|   | BRA | KP    | João Pereira              |
|   | BRA | KP    | João Ramos                |
|   | BRA | KP    | Mário C. Pinho            |
|   | BRA | KP    | Octávio da Silva Paranhos |
|   | BRA | KP    | Othon Plaisant            |
|   | BRA | KP    | Pedro Barroso Magno       |
|   | BRA | KP    | Osman Medeiros            |
|   | BRA | KP    | Rubem de Almeida          |
|   | BRA | CS    | Antonico                  |
|   | BRA | CS    | João Moreira Rega         |
|   | BRA | CS    | Osman Medeiros            |
|   | BRA | CS    | Paulo Prates              |
|   | BRA | CS    | Waldemar Serra            |
|   | BRA | CS    | Olindo Pinto Coelho       |
|   | BRA | CS    | Pedro Barroso Magno       |